# Polsko-Indyjska Izba Gospodarcza

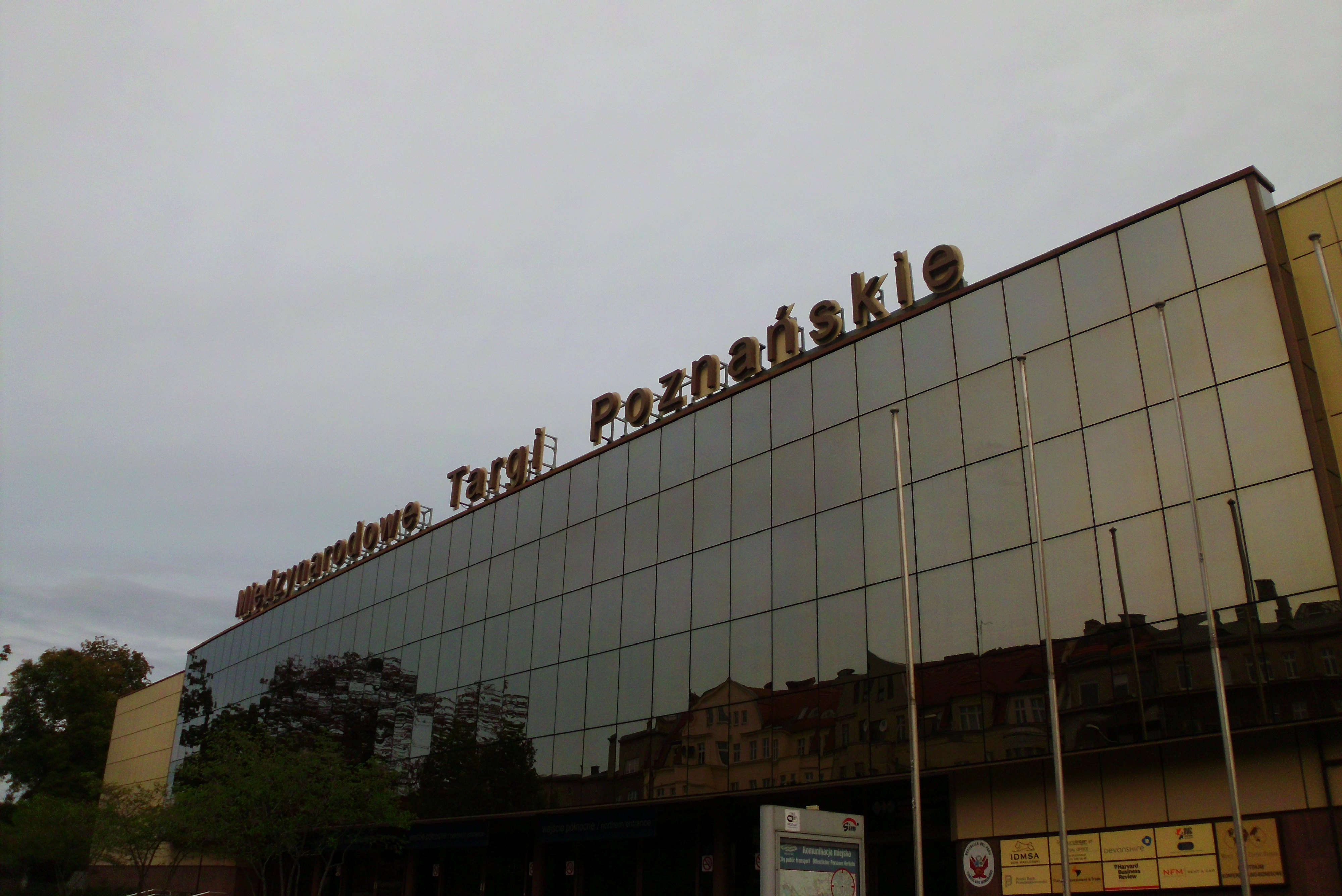
Siedziba Izby na MTP

Polsko-Indyjska Izba Gospodarcza – izba gospodarcza, założona 17 września 2008 w Poznaniu. Jej celem jest pogłębianie i wzmacnianie więzi gospodarczych pomiędzy przedsiębiorstwami w Polsce i Indiach, zachęcanie do podejmowania wspólnych przedsięwzięć i wymiany doświadczeń biznesowych. Ze względu na znaczące różnice kulturowe występujące pomiędzy Indiami i Polską, Izba pełni również funkcję platformy wymiany wartości kulturowych.

## Historia
Dnia 17 września 2008 w WTC w Poznaniu odbyło się spotkanie założycielskie Polsko-Indyjskiej Izby Gospodarczej. Udział wzięło ponad 100 przedsiębiorców z Polski i Indii.

## Zadania izby
Polsko-Indyjska Izba Gospodarcza została powołana w celu wspierania polskich i indyjskich przedsiębiorców pragnących nawiązać biznesowe kontakty w tych państwach. Zadaniem Izby jest udzielenie firmom rzetelnej informacji o docelowym rynku, promowanie działalności przedsiębiorców w Polsce oraz w Indiach i w razie zaistniałej konieczności ochrona ich interesów. Jednym z głównych celów Izby jest organizacja przedsięwzięć o charakterze targowo-wystawienniczym, warsztatów oraz konferencji zarówno w Polsce jak i w Indiach, skutecznie promujących potencjał obu krajów oraz stwarzających możliwości do nawiązania bezpośredniego kontaktu z wystawcami obu państw. Izba organizuje także misje gospodarcze pozwalające przedsiębiorcom na poznanie specyfiki rynku indyjskiego  i nawiązanie kontaktu z potencjalnymi kooperantami.
Istotnym elementem członkostwa w Izbie jest nieustanne promowanie zrzeszonych w niej firm, m.in. podczas targów, misji handlowych, wobec polskich i indyjskich organów władzy centralnej i lokalnej oraz indyjskich stowarzyszeń zrzeszających dziesiątki tysięcy przedsiębiorstw. Firmom zainteresowanym inwestowaniem na rynku indyjskim Izba dostarcza pełnych informacji na temat poszczególnych jego branż, również udostępnia listę potencjalnych kooperantów.
W 2009 Izba współorganizowała Polsko-Indyjskie Forum Gospodarcze, na którego obrady gościła Prezydent Indii Pratibha Patil. W przeciągu niespełna roku Izba zorganizowała cztery misje gospodarcze do Republiki Indii. Podczas wyjazdu zorganizowanego we wrześniu 2010 grupa firm pod przewodnictwem Izby uczestniczyła w „Polsko-Indyjskim Forum Inwestycyjnym” z udziałem Premiera RP Donalda Tuska, natomiast w listopadzie 2012 Izba została poproszona przez Ministerstwo Spraw Zagranicznych oraz Ministerstwo Gospodarki o zorganizowanie misji biznesowej, która towarzyszyła oficjalnej wizycie w Indiach wiceminister spraw zagranicznych Beaty Stelmach oraz wiceministra gospodarki Rafała Baniaka. Dwukrotnie, w 2011 oraz 2013 zrealizowano misje gospodarcze dla przedsiębiorców operujących w sektorze kolejowym i które połączone były z odbywającymi się w Delhi targami International Railway Equipment Exhibition.
Działalność Izby jest wspierana przez placówki dyplomatyczne – Ambasadę RP w New Delhi, Konsulat RP w Mumbaju i Ambasadę Indyjską w Warszawie, oraz polskie Ministerstwo Gospodarki i Ministerstwo Spraw Zagranicznych, z którymi Izba pozostaje w stałej współpracy.

## Nowe rynki
Od 2012 Polsko-Indyjska Izba Gospodarcza rozszerzyła działalność na rynki Indonezji, Korei Południowej, Malezji, Singapuru i Wietnamu.

## Siedziba
Mieści się w budynku Centrum Światowego Handlu (WTC Poznań) na terenie MTP przy ul. Bukowskiej 12 (2015).